# Poisieux
Poisieux est une commune française située dans le département du Cher en région Centre-Val de Loire.

## Géographie
Le territoire communal est arrosé par la rivière Arnon.
Le territoire communal est traversé par le sentier de grande randonnée de pays de la Champagne berrichonne.

### Climat
Pour des articles plus généraux, voir Climat du Centre-Val de Loire et Climat du Cher.
En 2010, le climat de la commune est de type climat océanique dégradé des plaines du Centre et du Nord, selon une étude du CNRS s'appuyant sur une série de données couvrant la période 1971-2000. En 2020, Météo-France publie une typologie des climats de la France métropolitaine dans laquelle la commune est exposée à un climat océanique altéré et est dans la région climatique  Centre et contreforts nord du Massif Central, caractérisée par un air sec en été et un bon ensoleillement. 
Pour la période 1971-2000, la température annuelle moyenne est de 11,3 °C, avec une amplitude thermique annuelle de 15,4 °C. Le cumul annuel moyen de précipitations est de 730 mm, avec 11,2 jours de précipitations en janvier et 7 jours en juillet. Pour la période 1991-2020, la température moyenne annuelle observée sur la station météorologique la plus proche, située sur la commune de Quincy à 13 km à vol d'oiseau, est de 12,1 °C et le cumul annuel moyen de précipitations est de 735,0 mm,. Pour l'avenir, les paramètres climatiques de la commune estimés pour 2050 selon différents scénarios d'émission de gaz à effet de serre sont consultables sur un site dédié publié par Météo-France en novembre 2022.

## Urbanisme

### Typologie
Au 1er janvier 2024, Poisieux est catégorisée commune rurale à habitat dispersé, selon la nouvelle grille communale de densité à 7 niveaux définie par l'Insee en 2022.
Elle est située hors unité urbaine. Par ailleurs la commune fait partie de l'aire d'attraction de Bourges, dont elle est une commune de la couronne,. Cette aire, qui regroupe 111 communes, est catégorisée dans les aires de 50 000 à moins de 200 000 habitants,.

### Occupation des sols
L'occupation des sols de la commune, telle qu'elle ressort de la base de données européenne d’occupation biophysique des sols Corine Land Cover (CLC), est marquée par l'importance des territoires agricoles (96,2 % en 2018), une proportion identique à celle de 1990 (96,2 %). La répartition détaillée en 2018 est la suivante : 
terres arables (90,8 %), zones agricoles hétérogènes (5,4 %), zones urbanisées (2,6 %), forêts (1,2 %).
L'évolution de l’occupation des sols de la commune et de ses infrastructures peut être observée sur les différentes représentations cartographiques du territoire : la carte de Cassini (XVIIIe siècle), la carte d'état-major (1820-1866) et les cartes ou photos aériennes de l'IGN pour la période actuelle (1950 à aujourd'hui).

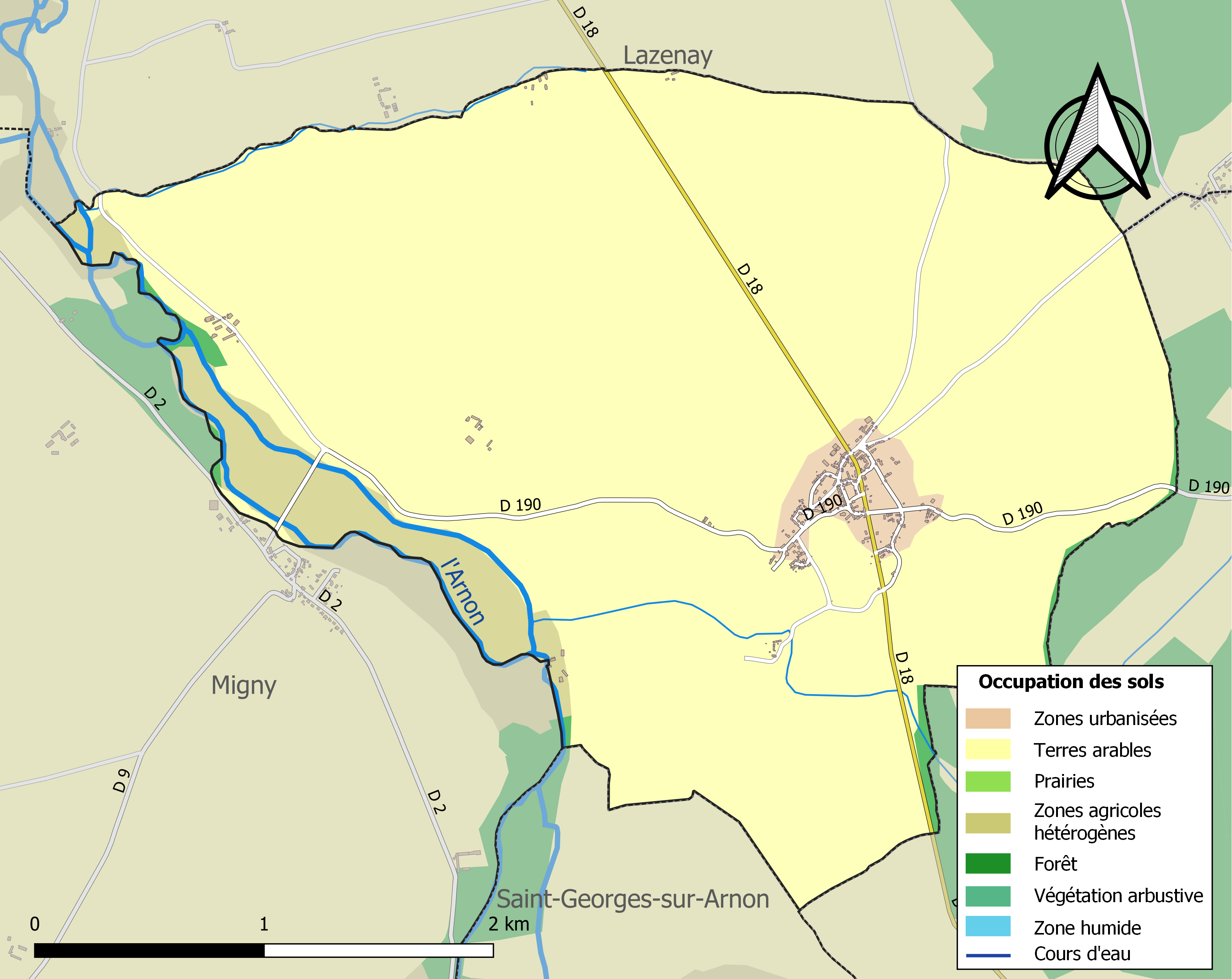
Carte des infrastructures et de l'occupation des sols de la commune en 2018 (CLC).

### Risques majeurs
Le territoire de la commune de Poisieux est vulnérable à différents aléas naturels : météorologiques (tempête, orage, neige, grand froid, canicule ou sécheresse), inondations, mouvements de terrains et séisme (sismicité faible). Un site publié par le BRGM permet d'évaluer simplement et rapidement les risques d'un bien localisé soit par son adresse soit par le numéro de sa parcelle.
Certaines parties du territoire communal sont susceptibles d’être affectées par le risque d’inondation par débordement de cours d'eau, notamment l'Arnon. La commune a été reconnue en état de catastrophe naturelle au titre des dommages causés par les inondations et coulées de boue survenues en 1982, 1992 et 1999,.

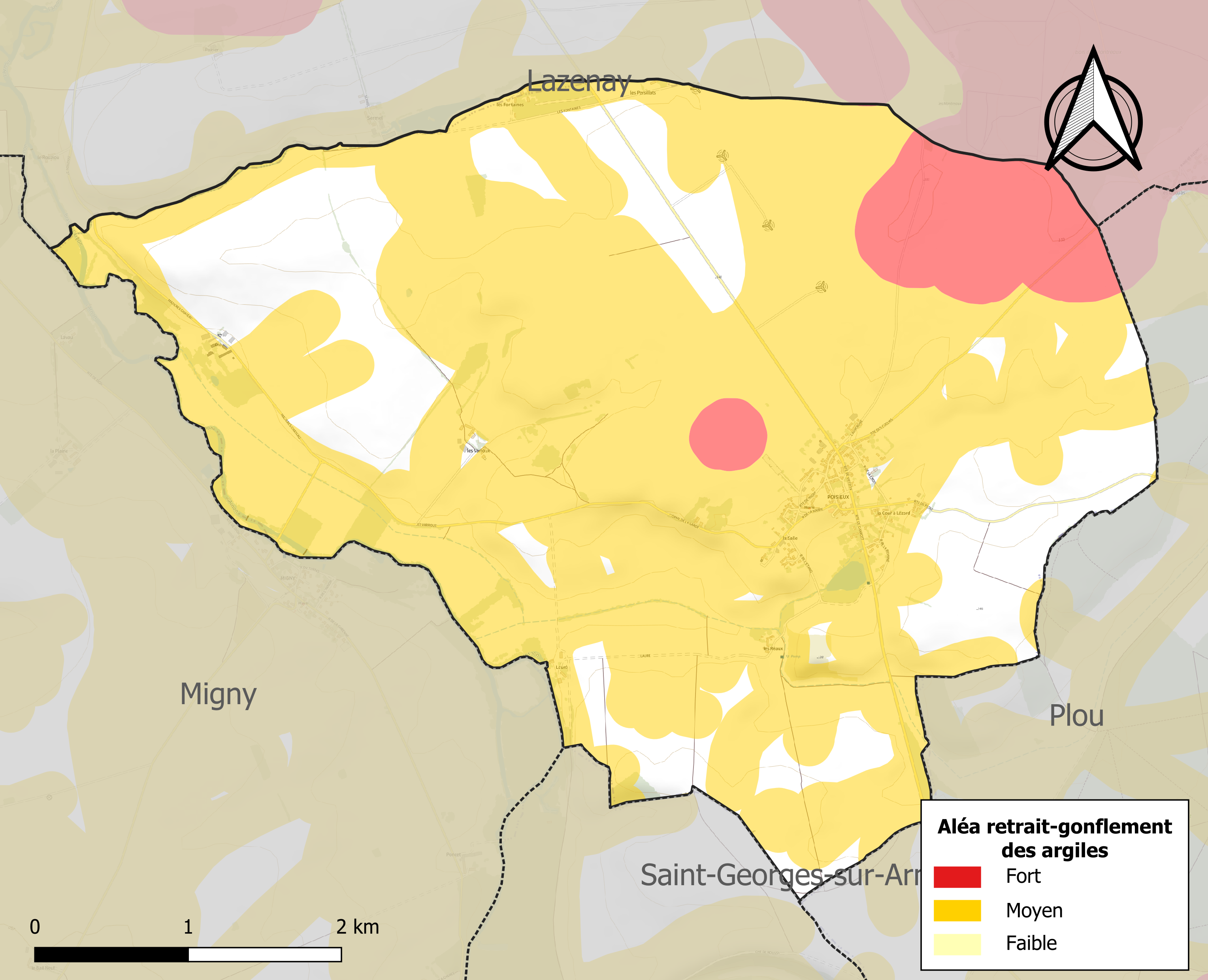
Carte des zones d'aléa retrait-gonflement des sols argileux de Poisieux.

La commune est vulnérable au risque de mouvements de terrains constitué principalement du retrait-gonflement des sols argileux. Cet aléa est susceptible d'engendrer des dommages importants aux bâtiments en cas d’alternance de périodes de sécheresse et de pluie. 79,5 % de la superficie communale est en aléa moyen ou fort (90 % au niveau départemental et 48,5 % au niveau national). Sur les 139 bâtiments dénombrés sur la commune en 2019, 135 sont en aléa moyen ou fort, soit 97 %, à comparer aux 83 % au niveau départemental et 54 % au niveau national. Une cartographie de l'exposition du territoire national au retrait gonflement des sols argileux est disponible sur le site du BRGM,.
Concernant les mouvements de terrains, la commune a été reconnue en état de catastrophe naturelle au titre des dommages causés par la sécheresse en 2019 et par des mouvements de terrain en 1999.

## Histoire

### Toponymie
Latin classique puteolus > latin populaire putiolus formé de puteus « trou, puits d’eau vive » et suffixe diminutif -eolum, petit puits ; le pluriel apparaît fin XIIe s.

### Ancien Régime
En octobre 1652, Poisieux est uni avec d'autres terres au marquisat de Castelnau (à Plou), érigé en faveur de Jacques de Castelnau, maréchal de camp, gouverneur de Brest.
La communauté de Poisieux traverse une grave crise démographique au début du XVIIIe siècle, puisqu’elle passe de 62 feux en 1709 à 47 en 1726, perdant près d’un habitant sur quatre. L’hiver de 1709-1710 notamment cause de nombreux décès, ainsi que la grande canicule de 1719 (qui tua beaucoup par dysenterie).
En 1756, le marquisat de Castelnau (comprenant Poisieux) est acquis par Charles-Joseph Patissier de Bussy (1720-1785), qui s'illustra en Inde aux côtés de Dupleix ; il s'occupa d'améliorer l'économie du pays et le sort des habitants.

## Politique et administration
| Période                                  | Période                         | Identité        | Étiquette | Qualité                                          |
| ---------------------------------------- | ------------------------------- | --------------- | --------- | ------------------------------------------------ |
| Les données manquantes sont à compléter. |                                 |                 |           |                                                  |
| mars 2001                                | En cours (au 27 septembre 2014) | Jacques Ménigon | DVD       | Agriculteur retraité                             |
| mars 2014                                | mai 2020                        | Jacques Menigon |           | Retraité agricole                                |
| mai 2020                                 | En cours                        | Filipe Maia,    |           | Professeur des écoles ou instituteur ou assimilé |

## Démographie
L'évolution du nombre d'habitants est connue à travers les recensements de la population effectués dans la commune depuis 1793. Pour les communes de moins de 10 000 habitants, une enquête de recensement portant sur toute la population est réalisée tous les cinq ans, les populations de référence des années intermédiaires étant quant à elles estimées par interpolation ou extrapolation. Pour la commune, le premier recensement exhaustif entrant dans le cadre du nouveau dispositif a été réalisé en 2005.

En 2022, la commune comptait 217 habitants, en évolution de −2,25 % par rapport à 2016 (Cher : −2,48 %, France hors Mayotte : +2,11 %).
| 1793 | 1800 | 1806 | 1821 | 1831 | 1836 | 1841 | 1846 | 1851 |
| ---- | ---- | ---- | ---- | ---- | ---- | ---- | ---- | ---- |
| 420  | 301  | 213  | 435  | 513  | 529  | 480  | 547  | 606  |

| 1856 | 1861 | 1866 | 1872 | 1876 | 1881 | 1886 | 1891 | 1896 |
| ---- | ---- | ---- | ---- | ---- | ---- | ---- | ---- | ---- |
| 605  | 627  | 636  | 618  | 564  | 544  | 543  | 503  | 377  |

| 1901 | 1906 | 1911 | 1921 | 1926 | 1931 | 1936 | 1946 | 1954 |
| ---- | ---- | ---- | ---- | ---- | ---- | ---- | ---- | ---- |
| 379  | 378  | 388  | 333  | 308  | 302  | 297  | 272  | 242  |

| 1962 | 1968 | 1975 | 1982 | 1990 | 1999 | 2005 | 2006 | 2010 |
| ---- | ---- | ---- | ---- | ---- | ---- | ---- | ---- | ---- |
| 244  | 212  | 210  | 167  | 155  | 158  | 196  | 200  | 214  |

| 2015 | 2020 | 2022 | - | - | - | - | - | - |
| ---- | ---- | ---- | - | - | - | - | - | - |
| 221  | 216  | 217  | - | - | - | - | - | - |

## Culture locale et patrimoine

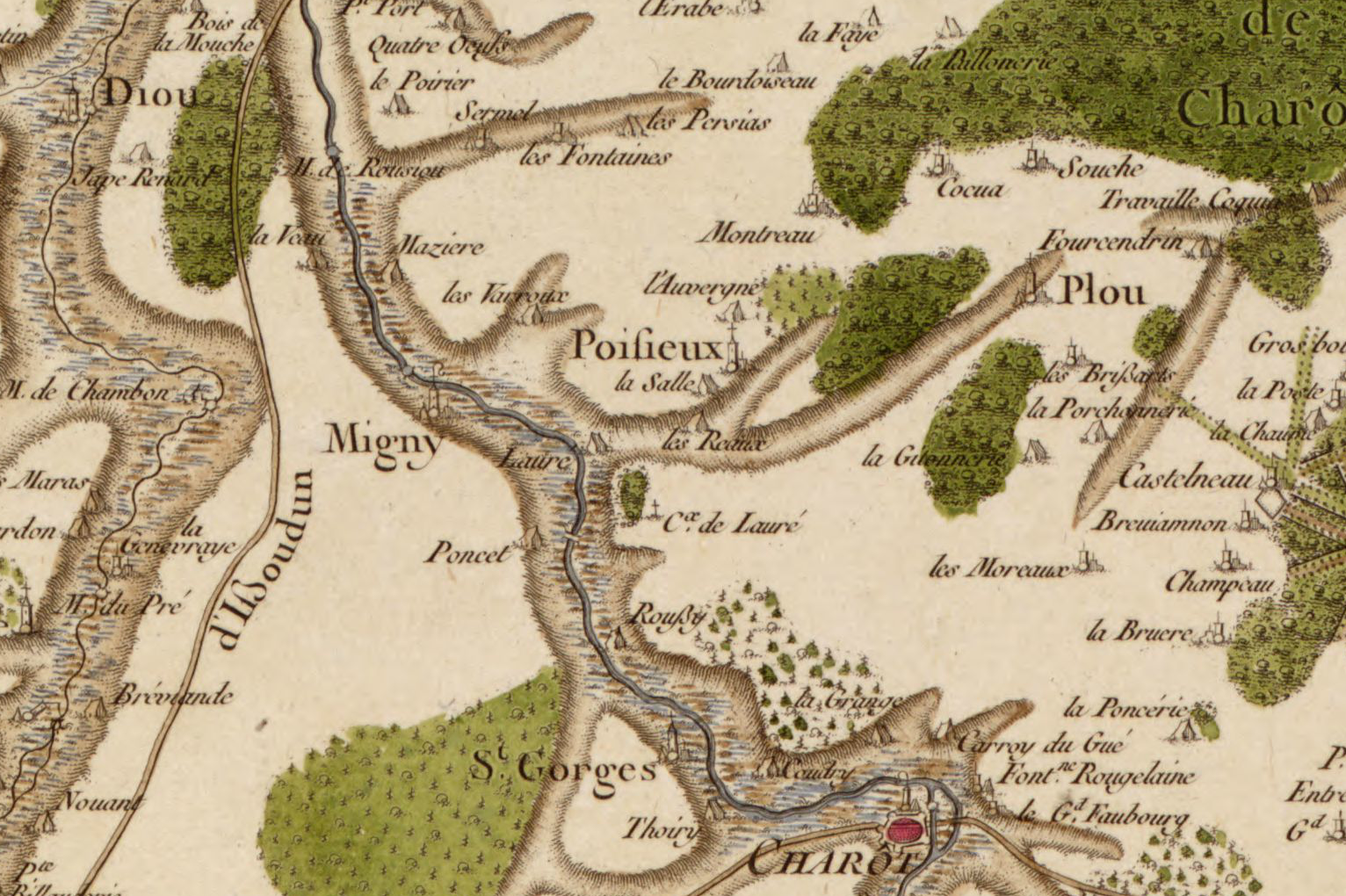
Poifieux ancien nom Poisieux avec représenté le Moulin de Lauré, ça Croix, le Château de Mazières.

### Lieux et monuments
- Église Saint Martin, XIIe et XIXe. Les fondations de l'édifice actuel remontent au XIIe. En 1858, l'église est reconstruite sur les anciennes fondations[27].
- Ancien moulin de L'Auré, XVIIIe. propriété privée, il ne reste presque plus rien aujourd'hui.

L'Auré vient du gaulois longoritum signifiant bon gué.
- Château de Mazières, début XIXe. propriété privée, plus une grande maison qu'un véritable château.

Mazières vient du latin macerioe signifiant ruines. Ce qui indique toujours l'existence de constructions anciennes.
- Lavoir.

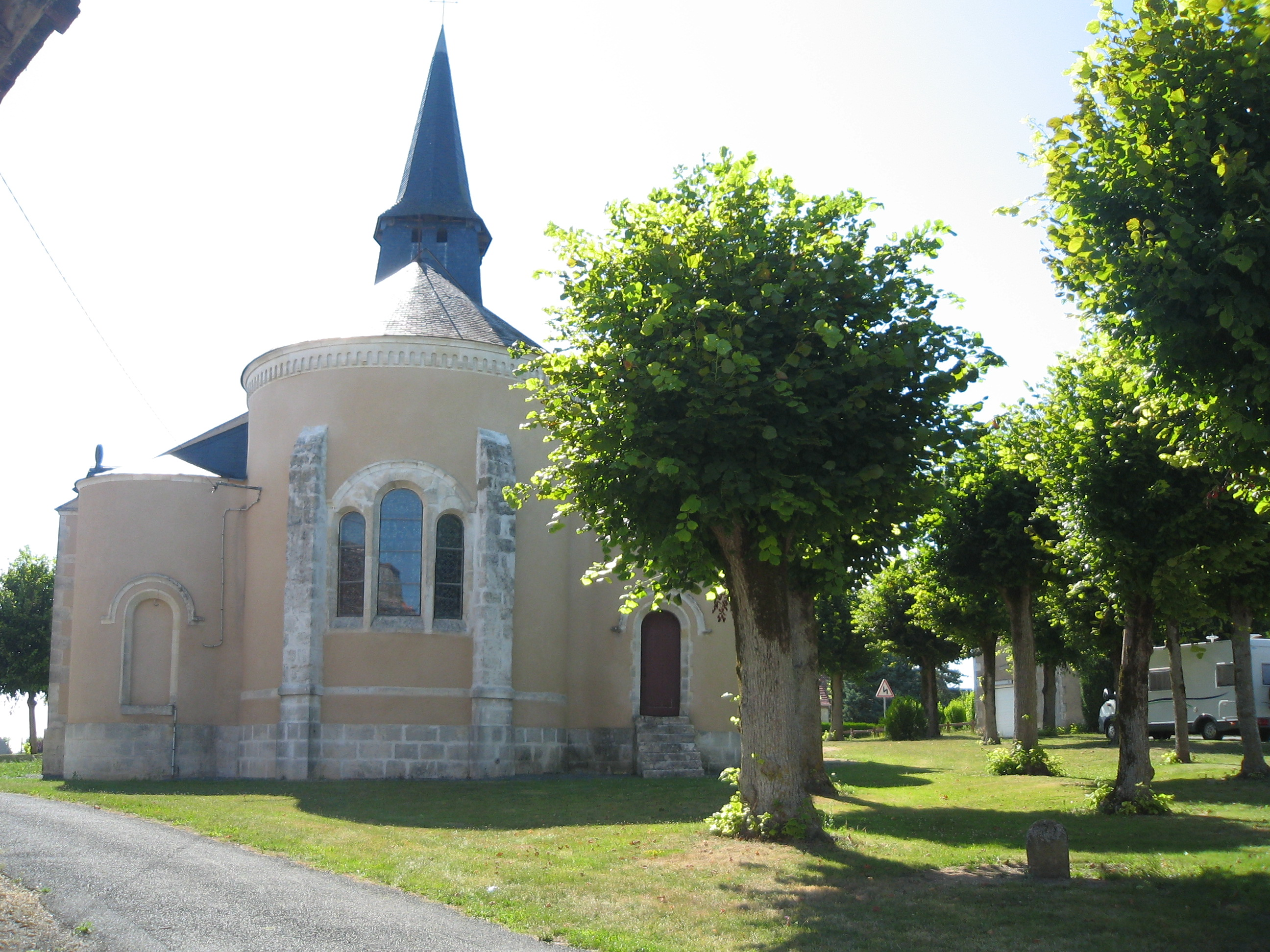
Chevet de l'église Saint Martin, XIIe et XIXe, Poisieux.
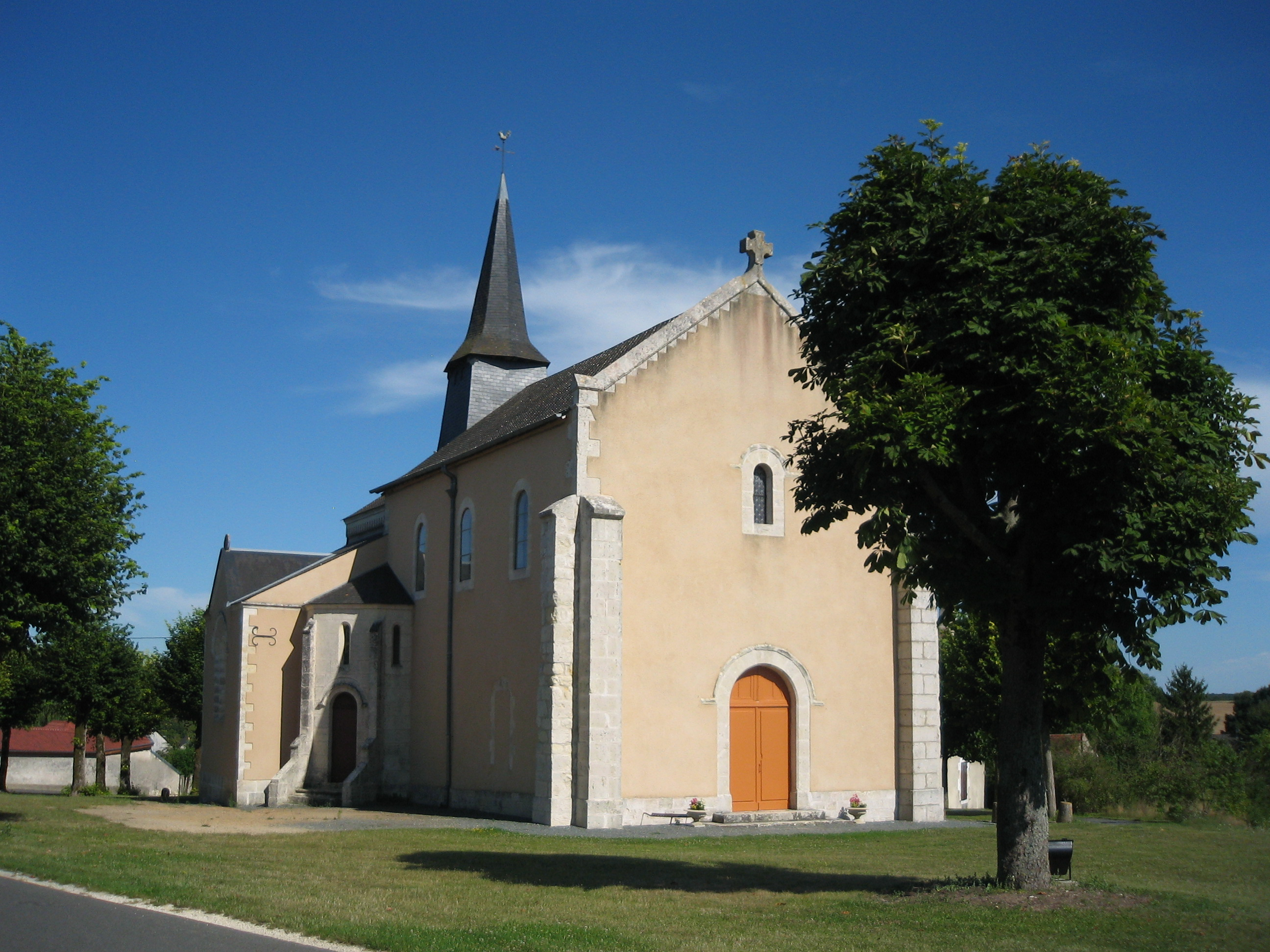
Église Saint Martin, XIIe et XIXe, Poisieux.
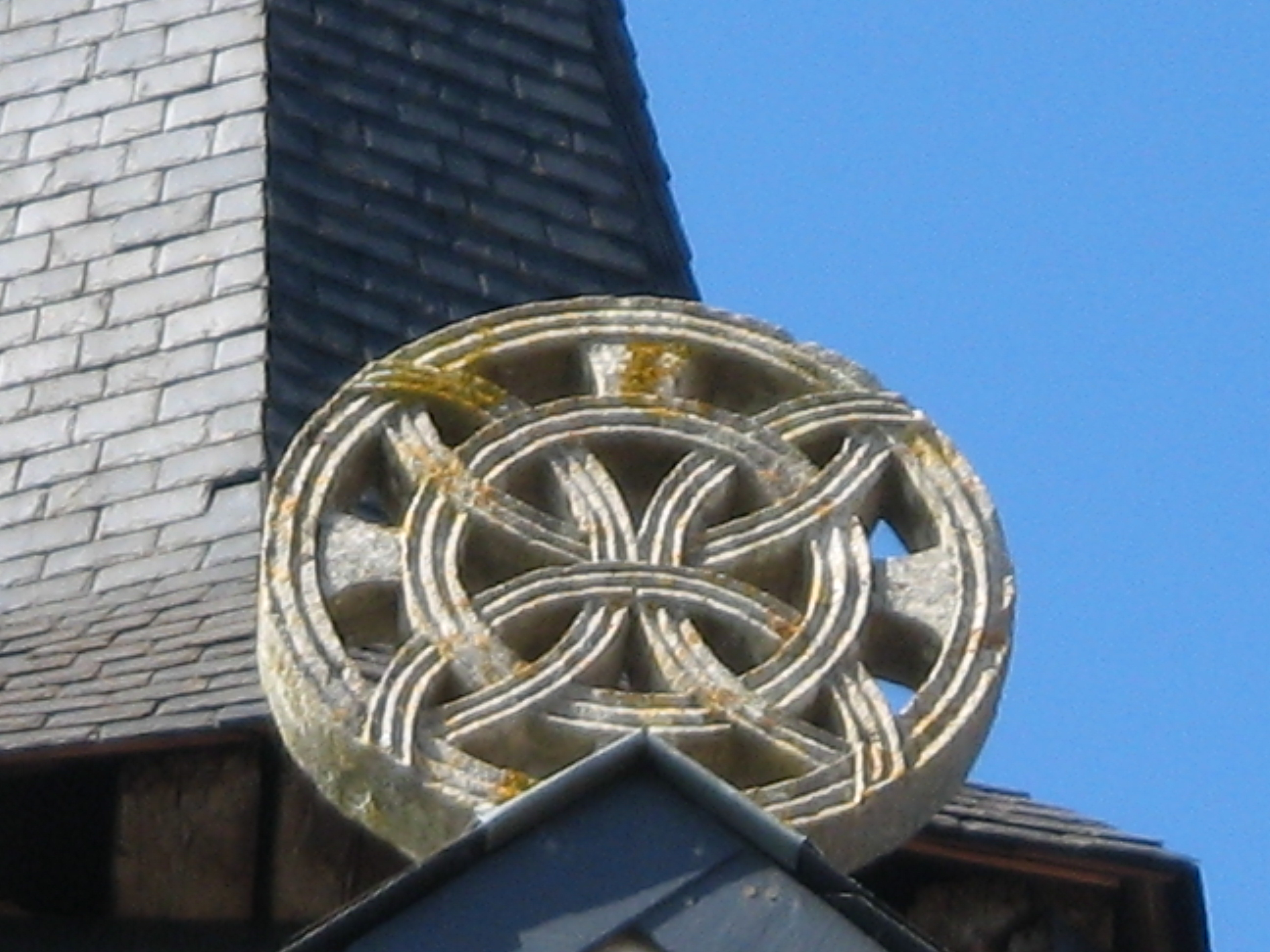
Détail de l'église de Poisieux : croix.
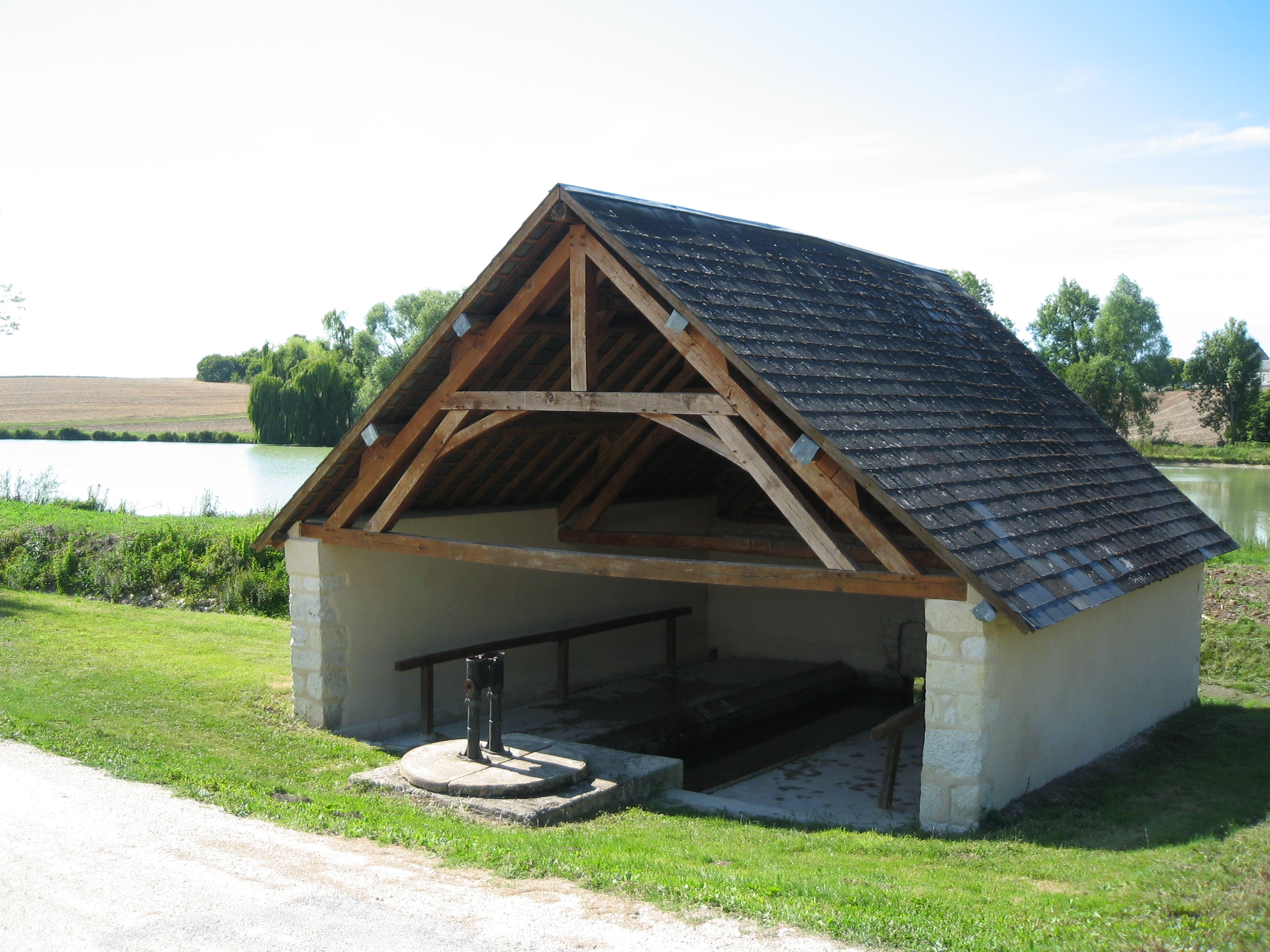
Lavoir, près de l'étang à Poisieux juste à l'entrée du village.